# ماكس بينيت (ملحن)
ماكس بينيت (بالإنجليزية: Max Bennett)‏ هو عازف جاز وملحن أمريكي، ولد في 24 مايو 1928 في دي موين في الولايات المتحدة، وتوفي في 14 سبتمبر 2018 في سان كليمينتي في الولايات المتحدة.

## وصلات خارجية
- ماكس بينيت على موقع IMDb (الإنجليزية)
- ماكس بينيت على موقع ميوزك برينز (الإنجليزية)
- ماكس بينيت على موقع أول ميوزيك (الإنجليزية)
- ماكس بينيت على موقع ديسكوغز (الإنجليزية)